# فردریک جانسون (بازیکن فوتبال)
فردریک جانسون (انگلیسی: Frederick Johnson؛ زادهٔ ۱۸۷۶) بازیکن فوتبال است.
از باشگاه‌هایی که در آن بازی کرده‌است می‌توان به باشگاه فوتبال گینزبورو ترینیتی اشاره کرد.